# Чесноковка (приток Касьмы)
Чесноковка — река в России, протекает по Гурьевскому району Кемеровской области.
Устье реки находится в 83 км по левому берегу реки Касьма. Длина реки составляет 13 км.

## Данные водного реестра
По данным государственного водного реестра России относится к Верхнеобскому бассейновому округу, водохозяйственный участок реки — Иня, речной подбассейн реки — бассейны притоков (Верхней) Оби до впадения Томи. Речной бассейн реки — (Верхняя) Обь до впадения Иртыша.